# Martha Maria Newes
Martha Maria Newes, auch Martha Maria Müller-Newes, (* 12. März 1894 in Graz, Österreich-Ungarn; † 6. Mai 1984 in München, Bundesrepublik Deutschland) war eine deutsche Schauspielerin bei Bühne und Film.

## Leben und Wirken
Die Schwester von Tilly Wedekind hatte ihre künstlerische Ausbildung als Teenager bekommen und stand mit 18 Jahren in Innsbruck auf der Bühne. Es folgten ab 1913 bis in die 1920er Jahre hinein die wichtigsten Jahre ihrer noch jungen Schauspielkarriere, als Martha Maria Newes von Otto Falckenberg an die von ihm geleiteten Münchner Kammerspielen geholt wurde. Dort lernte Newes auch den Kollegen (Schauspieler, Regisseur und Intendant) Hans Carl Müller kennen, den sie 1916 heiratete. Die Schauspielerin, die seitdem auch hin und wieder unter Martha Maria Müller-Newes auftrat, folgte ihrem Mann zu dessen Verpflichtungen und trat selbst nur unregelmäßig auf der Bühne auf. Seit den 1920er Jahren bis kurz vor Kriegsbeginn 1939 sah man sie an Berliner Spielstätten, darunter die Saltenburg-Bühnen, das Theater in der Stresemannstraße und das Kleine Theater. 
In diesen Zwischenkriegsjahren trat die Künstlerin mit kleinen Rollen auch sporadisch vor die Kamera – gleich zu Beginn, 1919, gemeinsam mit Ehemann Müller in König Nicolo, einer filmischen Adaption des gleichnamigen Stücks ihres Schwagers Frank Wedekind – ohne dort allerdings größeren Eindruck zu hinterlassen. Nach dem Krieg nahm Martha Maria Müller-Newes kaum mehr ein Festengagement an. Seit den ausgehenden 1950er Jahren bis in das kommende Jahrzehnt hinein fand sie Beschäftigung am Theater der Jugend, wo sie zum Zeitpunkt des Todes ihres Gatten (1960) mit ihm gemeinsam auf der Bühne stand. Nach dem Rückzug ins Privatleben blieb Martha Maria Müller-Newes bis zuletzt in München ansässig, wo sie 1984 hochbetagt im Alter von 90 Jahren starb.

## Filmografie
- 1919: Ein Hochzeitsmorgen
- 1919: König Nicolo
- 1921: Der große Chef
- 1922: Frauenbeichte, 3. Teil: Die Beichte der Krankenschwester
- 1923: Und dennoch kam das Glück
- 1928: Freie Fahrt
- 1932: Theodor Körner
- 1936: Die Lokomotivenbraut (Kurzfilm)
- 1936: Die Ballmutter (Kurzfilm)
- 1936: Achtung, Kurve! (Kurzfilm)
- 1937: Papas Fehltritt (Kurzfilm)
- 1962: Der Marquis von Keith (Fernsehfilm)